# پایان تابستان
پایان تابستان (به ژاپنی: 小早川家の秋 Kohayagawa-ke no aki) ترجمه تحت‌الفظی پاییز برای خانواده کوبایاگاوا فیلمی به کارگردانی یاسوجیرو ازو است که در سال ۱۹۶۱ اکران شد.

## بازیگران
- ستسوکو هارا
- آکیرا تاکارادا
- چیشو ریو
- گانجیرو ناکامورا
- یوکو تسوکاسا
- کیجو کوبایاشی
- میچیو آراتاما
- ریکو دان
- هاروکو سوگیمورا
- دایسوکه کاتو
- کیو سازانکا
- هیسایا موریشیگو